# Martin Short
Martin Hayter Short (* 26. března 1950, Hamilton, Kanada) je kanadský herec, komik a scenárista. Je známý jako energický komik, který se proslavil svými rolemi v komediálních pořadech. Je držitelem mnoha ocenění, včetně dvou cen Emmy a ceny Tony. V roce 2019 mu bylo uděleno vyznamenání důstojník Řádu Kanady.
Je znám pro svou práci v televizních pořadech SCTV a Saturday Night Live. Účinkoval také v sitcomu Mulaney (2014–2015), komediálním seriálu Maya & Marty (2016) a dramatickém seriálu The Morning Show (2019). Pracuje také v divadle, účinkoval v mnoha divadelních představeních na Broadwayi, včetně muzikálů The Goodbye Girl (1993) a Little Me (1998–1999) scenáristy Neila Simona. Za svůj výkon ve druhém zmíněném obdržel cenu Tony za nejlepšího herce v muzikálu.
V roce 2015 začal jezdit na tour s komikem Stevem Martinem. V roce 2018 zveřejnili svůj speciál An Evening You Will Forget for the Rest of Your Life prostřednictvím služby Netflix, který obdržel tři nominace na cenu Emmy. Od roku 2021 ztvárňuje hlavní roli v komediálním seriálu Jen vraždy v budově společnosti Hulu po boku Martina a Seleny Gomez. Za svůj výkon obdržel nominace na cenu Emmy, Zlatý glóbus a Cenu Sdružení filmových a televizních herců.

## Život
Short se narodil dne 26. března 1950 v Hamiltonu v Kanadě jako nejmladší z pěti dětí. Se sourozenci byl vychováván jako katolík. Měl tři starší bratry, Davida, Michaela a Briana a starší sestru Noru. Jeho nejstarší bratr David zahynul při autonehodě v Montrealu v roce 1962, když bylo Shortovi 12 let. Jeho matka zemřela na rakovinu v roce 1968, jeho otec o dva roky později na komplikace po mrtvici.